# HiNative
HiNative是日本股份公司Lang-8旗下的一个语言学习问答网站，于2014年11月上线。语言学习者可以在HiNative上提出有关的外语问题，然后对应的母语者可以为其进行解答。